# Záletník Apu
Záletník Apu (v anglickém originále The Sweetest Apu) je 19. díl 13. řady (celkem 288.) amerického animovaného seriálu Simpsonovi. Scénář napsal John Swartzwelder a díl režíroval Matthew Nastuk. V USA měl premiéru dne 5. května 2002 na stanici Fox Broadcasting Company a v Česku byl poprvé vysílán 2. prosince 2003 na stanici ČT1.

## Děj
Apu prodá Homerovi soudek piva pro rekonstrukci bitvy o Springfield v rámci americké občanské války. Na rekonstrukci ředitel Skinner sleduje, jak ho Springfielďané neposlechnou a uspořádají poněkud nepřesnou bitvu. Po bitvě přinese Homer prázdný promáčknutý soudek zpět k Apuovi do Kwik-E-Martu, aby získal zpátky zálohu. Tam zaslechne chichotání vycházející ze skříně a zjistí, že se Apu miluje s Annette, ženou, která do Kwik-E-Martu dodává Squishees. Poté v šoku couvá až domů do své postele a pak toto setkání prožívá ve snech, když usíná. 
Marge z pohybů jeho zorničky zjistí, co Homer viděl. Rozhodnou se to Manjule neříkat, ale při hře badmintonu se Homer a Marge chovají trapně, když se na ně Manjula a Apu dívají, a snaží se neprozradit náznaky, že Apu Manjulu podvedl. Poté Apua konfrontují a on řekne, že se s Annette rozejde. Svůj slib však poruší. Později se Manjula podívá na záznam z bezpečnostní kamery, kde je Apu podváděn, a vyhodí ho. Aby jim pomohli dát se dohromady, pozvou je Homer a Marge oba na večeři, ovšem neřeknou jim, že přijde i ten druhý. Po neúspěšném pokusu s Bartem a Lízou v roli Višnua se Apu snaží Manjule slíbit, že se změní, ale Manjula ho odmítá poslouchat a požaduje rozvod. 
Apu se jako bezdomovec nastěhuje do bytového komplexu, kde bydlí Kirk Van Houten. Osmerčata pak pronesou svá první slova, která dohromady říkají: „Mami, dovolíš tatínkovi, aby se vrátil… sušenka!“. Marge a Manjula se vydají za Apuem a dorazí včas, aby mu zabránily spáchat sebevraždu oběšením. Apu pak musí splnit několik úkolů, aby se vykoupil, včetně rozchodu s Annette, i když Manjula říká, že bude trvat nějaký čas, než se vše vrátí do normálu. V posteli Manjula, konečně spokojená s tím, co udělal, políbí Apua, zatímco Homer se dívá z okna na žebříku. Pár pokračuje dál a traumatizovaný Homer skáče po žebříku pozadu až domů, aniž by spadl, a napodobuje to, co dělal dříve.

## Produkce a kulturní odkazy
Scénář k díl napsal bývalý scenárista Simpsonových John Swartzwelder a režíroval ho Matthew Nastuk. Poprvé byl odvysílán na stanici Fox ve Spojených státech 5. května 2002. Poté, co Apu vidí, jak podvádí Manjulu s dívkou, jež do Kwik-E-Martu dodává Squishees, je zobrazena rozsáhlá scéna, ve které Homer dramaticky couvá z pokoje, do domu Simpsonových a do své postele. Scénu vymyslel scenárista epizody Swartzwelder. Další scéna v epizodě ukazuje Apua, jak se rozchází se slečnou před jejím domem. Původně měl být v domě vidět policejní šéf Clancy Wiggum v županu, což naznačovalo, že i ostatní muži ve Springfieldu podvádějí své manželky, nicméně z tohoto záměru sešlo, protože scenáristé si mysleli, že by to vypadalo „příliš smutně“. Původně chtěl Swartzwelder v epizodě ukázat sexuální polohu kámasútry, při níž by několik rukou a nohou „trčelo v šílených pozicích“, nicméně dostala cenzorskou poznámku a štáb Simpsonových ji směl postupem času ukazovat „stále méně“.
V epizodě se objevil americký spisovatel a herec James Lipton, moderátor televizního pořadu Inside the Actors Studio. Rozvodového právníka ztvárnil stálý seriálový dabér Hank Azaria a podle showrunnera Ala Jeana byl založen na „mnoha právnících, se kterými se scenáristé setkali“. 
„Superpavouk“ profesora Frinka poháněný párou, který je vidět během rekonstrukce, je odkazem na steampunkový film Wild Wild West z roku 1999. Jedním z Apuových slibů Manjule je, že nechá otisknout komiks v The New Yorker. V epizodě je také zmíněn americký fotograf Richard Avedon.

## Vydání a přijetí
V původním americkém vysílání 5. května 2002 získal díl podle agentury Nielsen Media Research rating 6,7, což znamená přibližně 7,1 milionu diváků. V týdnu od 29. dubna do 5. května 2002 se epizoda umístila na 37. místě ve sledovanosti. 24. srpna 2010 byl díl vydán jako součást DVD a Blu-ray setu The Simpsons: The Complete Thirteenth Season. Na audiokomentáři k epizodě se podíleli Al Jean, Ian Maxtone-Graham, Matt Selman, Tim Long, Dan Castellaneta, James Lipton a Matt Warburton.
Po vydání na DVD se epizoda dočkala smíšených hodnocení od kritiků. 
Colin Jacobson z DVD Movie Guide napsal: „Nevzpomínám si, že bych byl někdy nějak zvlášť nadšený z jiných epizod Manjuly, a Záletník na tomto názoru nic nemění.“. Pochválil Homerovu reakci na to, že Apu podvádí Manjulu, ale tvrdil, že „většina zbývajících gagů je spíše nevýrazná“. Na závěr napsal: „Nakonec je to docela plochá, zapomenutelná podívaná.“.
Nate Boss z Project-Blu ji označil za „průměrnou epizodu, podle standardů této řady“, a popsal ji jako „na můj vkus až příliš vybroušenou“.
Casey Broadwater napsal pro Blu-ray.com, že díl je „téměř bez smíchu“, a Ryan Keefer z DVD Talku uvedl: „Čím méně se o této epizodě mluví, tím lépe.“.
Ryan Keefer z DVD Talku napsal: „Podaří se Jeanovi, aby Simpsonovi získali zpět část pošramocené koruny? Jistě, ale není to bez hluchých míst; Záletník Apu a Stařec a hoře byli na hranici bolesti.“.
Naopak Jennifer Malkowski z DVD Verdictu udělila epizodě kladnou recenzi, přičemž jako „vrchol dílu“ pochválila „badmintonovou (scénu) a její četné dvojsmysly“.